# 杉田あきひろ
杉田 あきひろ（すぎた あきひろ、1965年〈昭和40年〉5月4日 - ）は、日本の歌手、舞台俳優。本名は杉田 光央（読み同じ）。福井県小浜市出身。身長177cm、体重68kg。血液型はO型。福井県立若狭高等学校を経て慶應義塾大学文学部哲学科（美学美術史学専攻）を卒業。

## 経歴
市の教育委員長の父と教員の母という家庭に育つ。少年時代は勉学に加え歌や野球も得意という「優等生」だったと述べている。両親・兄が音楽好きという家庭の影響により、杉田自身も歌謡曲に親しみ、中学時代は吹奏楽を手がけ、大学時代は合唱とミュージカルに熱中したという。
1989年（平成元年）、慶應義塾大学在学中にミュージカル、『レ・ミゼラブル』のオーディションに合格し、舞台デビューを果たす。その他、多数の作品に出演する。この間、1993年に初めて友人から「エス」という隠語の薬物を勧められて体験し「感動」を味わったが、数か月後に友人が逮捕されて覚醒剤だったと知り、以後しばらく薬物からは離れた。
1998年（平成10年）秋、 NHK教育テレビの番組『おかあさんといっしょ』のオーディションに合格し、1999年（平成11年）4月5日から2003年（平成15年）4月5日までの4年間、『おかあさんといっしょ』にて9代目うたのおにいさんを務めた。共演のうたのおねえさんは18代目のつのだりょうこ（同時就任・同時退任）、たいそうのおにいさんは10代目の佐藤弘道、たいそうのおねえさんは3代目のタリキヨコ（同時就任）。2024年現在、30代で就任したうたのおにいさんは、杉田が最後となっている。
うたのおにいさん就任中、2000年（平成12年）12月23日発売の『サンデー毎日』において覚醒剤の使用疑惑が報じられた。杉田は発売元の毎日新聞社を相手取って、損害賠償を求める裁判を起こしている。
うたのおにいさんを卒業した後は、ミュージカル『屋根の上のバイオリン弾き』にバーチック役で出演。そのほか子供関連を中心に舞台、コンサート、TVなどで活躍。おかあさんといっしょ関連イベント『（ぐーチョコランタン→モノランモノラン→ポコポッテイト）がやってきた!』には、おかあさんといっしょ出演中の2002年（平成14年）から2013年（平成25年）まで11年に渡って参加していた。
自身の述懐では、この期間に当たる2005年にバリ島に休暇で赴いた際、路上で「エスあるよ」と声をかけられて「自分の中でスイッチが入」り、再び薬物に手を出した。帰国してからも外国人の密売人を介して薬物を購入し、「いい仕事をするため」という「言い訳」を作って使用を続けていた。
2012年（平成24年）頃からはシャンソンライブに活動のメインを置いており、逮捕前に当たる2016年（平成28年）3月まで月に1回のペースで新宿区にあるライブハウス『新巴里』でのライブに参加していた。
2016年（平成28年）4月13日、東京都内で警視庁により、覚せい剤取締法違反の現行犯で逮捕された。取調べに対し本人は、容疑を認めたと報じられた。2016年6月14日に東京地方裁判所で開かれた初公判では、覚醒剤使用を認め、『おかあさんといっしょ』のコンサートツアーのメンバーから降ろされたことが遠因であると説明すると同時に、「今まで携わってきた仕事上の仲間や番組を見ていた子供たち、親御さん、家族にも迷惑をかけてしまったことを反省しています」と述べた。6月20日、懲役1年6月執行猶予3年の判決が言い渡された。年齢は逮捕時の報道では「50歳」、初公判時には「51歳」とされ、それまで1967年（昭和42年）生まれと称して芸能活動を行っており、公称年齢を2歳偽っていたことも発覚した。
2016年（平成28年）7月19日、フジテレビ系列の『情報プレゼンター とくダネ!』の取材に応じた模様が放送された。この中で裁判以降の様子が密着取材され、都内の自宅を引き払い、長野県上田市にある長野ダルクで依存症回復プログラムを受ける為に寮生活をしている模様が取り上げられた。2017年1月、杉田の再起を支援したいという松川村職員の発案で、同村内で杉田のコンサートが開かれた。2018年1月10日のフジテレビ系列の『バイキング』に出演した。なお、逮捕報道以降の各種メディア取材においては本名の杉田光央表記で取り上げられているが、歌手活動としては引き続き杉田あきひろ名義で活動している。薬物依存を断ち切るために入った長野ダルクでの生活は「本当にしんどかった」と後に述べている。
2019年（令和元年）6月21日、執行猶予が明けたことに伴い、長野ダルクを出所し、その後自身のTwitterを開設。東京には戻ることなく松本市に引っ越し、安曇野市で介護職員として務めた。長野ダルクを出てからは月に1度、「ナルコティクス・アノニマス」のミーティングに出席している。介護施設での仕事のために介護職の資格も取得した。
2019年（令和元年）9月9日、「ASK認定依存症予防教育アドバイザー」の資格を取得。全国の大学などで依存症予防の講演活動も行う。
2020年（令和2年）3月1日、厚生労働省主催の「依存症の理解を深めるための普及啓発イベント」に清原和博・高知東生と共に出席。
2021年（令和3年）3月17日、厚生労働省主催『Re-START～みんなで考えよう 依存症のこと』へ高知東生、清原和博、塚本堅ーとともに参加。同イベントにはサプライズゲストとして、『おかあさんといっしょ』で共演したつのだりょうこが登場した。つのだとは5年ぶり（自身の逮捕後は初）の再会となり、不祥事を涙ながらに謝罪した。2024年のインタビューによると、この厚労省イベント出演を機にそれまで勤務していた介護施設を円満退職して東京に戻った。
2022年（令和4年）8月8日、ステージ3の喉頭がんであることを公表した。がんは声帯には達しておらず、抗がん剤や放射線治療により2024年時点では完治したが、半年ほど後遺症に苦しんだという。
2023年11月にNHKホールで開催された『おかあさんといっしょ』のファミリーコンサートでつのだりょうこと共に声のみで参加し、杉田にとっては2009年以来『おかあさんといっしょ』のコンサートに復帰した。

## 出演

### テレビ番組
- おかあさんといっしょ（NHK、1999年4月5日 - 2003年4月5日） - 9代目うたのおにいさん

### 舞台
おかあさんといっしょファミリーコンサート
| 公演   | タイトル                                          | 出演者（一部を除く） |
| ------ | ------------------------------------------------- | --- |
| 1999年 | いつまでもともだち                                | 杉田あきひろ、つのだりょうこ、佐藤弘道、タリキヨコ スプー、みど、ふぁど、れっしー、空男 速水けんたろう、茂森あゆみ、松野ちか |
| 1999年 | テレビタイムファミリーステージ99                  | 杉田あきひろ、つのだりょうこ、佐藤弘道、タリキヨコ スプー、みど、ふぁど、れっしー、空男 古今亭志ん輔、坂田おさむ、神崎ゆう子 速水けんたろう、茂森あゆみ、松野ちか ワンワン、りなちゃん、くぅ、かなちゃん クリス、戸田ダリオ、王健 エディ・エックス、ペッパー・タイガー、[メイ・パイカ 秋田きよ美、平田実音、ワクワクさん、ゴロリ                   |
| 1999年 | 40周年 うたのパーティ                             | 杉田あきひろ、つのだりょうこ、佐藤弘道、タリキヨコ スプー、みど、ふぁど、れっしー、空男 眞理ヨシコ、しゅうさえこ、森みゆき 坂田おさむ、神崎ゆう子、速水けんたろう、茂森あゆみ |
| 2000年 | はじめまして!ぐ〜チョコランタン                   | 杉田あきひろ、つのだりょうこ、佐藤弘道、タリキヨコ スプー、アネム、ズズ、ジャコビ、ガタラット |
| 2000年 | 歌のファンタジーランド〜ようこそ21世紀〜          | 杉田あきひろ、つのだりょうこ、佐藤弘道、タリキヨコ スプー、アネム、ズズ、ジャコビ |
| 2001年 | やぁ!やぁ!やぁ!森のカーニバル                     | 杉田あきひろ、つのだりょうこ、佐藤弘道、タリキヨコ スプー、アネム、ズズ、ジャコビ、ガタラット |
| 2001年 | しんごう・なにいろコンサート                      | 杉田あきひろ、つのだりょうこ、佐藤弘道、タリキヨコ スプー、アネム、ズズ、ジャコビ |
| 2002年 | 元気いっぱい!たまたまご                           | 杉田あきひろ、つのだりょうこ、佐藤弘道、タリキヨコ スプー、アネム、ズズ、ジャコビ ひなたおさむ、かまだみき、恵畑ゆう 小林よしひさ（大学時代、エキストラ出演） |
| 2002年 | バナナン島の大ぼうけん!                           | 杉田あきひろ、つのだりょうこ、佐藤弘道、タリキヨコ スプー、アネム、ズズ、ジャコビ ひなたおさむ、かまだみき、恵畑ゆう |
| 2003年 | ゆうきいっぱい!ともだちパワー                     | 今井ゆうぞう、はいだしょうこ、佐藤弘道、タリキヨコ スプー、アネム、ズズ、ジャコビ 杉田あきひろ、つのだりょうこ |
| 2009年 | 星空のメリーゴーラウンド 〜50周年記念コンサート〜 | 横山だいすけ、三谷たくみ、小林よしひさ、いとうまゆ ライゴー、スイリン、プゥート ひなたおさむ、かまだみき、恵畑ゆう スプー、アネム、ズズ、ジャコビ 眞理ヨシコ、田中星児 坂田おさむ、神崎ゆう子、速水けんたろう、茂森あゆみ 杉田あきひろ、つのだりょうこ（初日のみ）、今井ゆうぞう、はいだしょうこ 天野勝弘、佐藤弘道 じゃじゃまる、ぴっころ、ぽろり |
| 2023年 | 星空コンサートであいましょう                      | 花田ゆういちろう、ながたまや、佐久本和夢、秋元杏月 みもも、やころ、ルチータ、あーぷん、ミミコ姉さん 杉田あきひろ（声のみ）、つのだりょうこ（声のみ） |

## 応援サイト
2020年にファンが開設したサイトに杉田自身が許可を出したことから、公式応援サイトとなった。インスタグラムも開設されている（いずれも下記外部リンクを参照）。